# Platý (Imathie)
Platý, en grec moderne : Πλατύ, est une petite ville de plaine et un ancien dème du district régional d'Imathie en Macédoine-Centrale en Grèce.
Selon le recensement de 2011, la population du dème compte 9 614 habitants tandis que celle de la ville s'élève à 2 083 habitants.
Le dème est fusionné, en 2010, dans celui d'Alexándria.